# Wir warten auf’s Christkind
Wir warten auf’s Christkind ist ein Album der Musikgruppe Die Toten Hosen, das die Band unter dem Pseudonym „Die Roten Rosen“ zusammen mit Jon Caffery produzierte und zu Weihnachten 1998 beim bandeigenen Label JKP erstmals veröffentlichte.
Das Album enthält, neben einer Reihe „verrockter“ Coverversionen deutsch- und englischsprachiger weihnachtlicher Volkslieder und Popsongs, eine Neueinspielung ihres satirischen Stückes Frohes Fest aus dem Jahr 1987. Die tragikomischen Lieder Weihnachtsmann vom Dach und Weihnachten bei den Brandts sind neue Stücke.
Der Name des Albums ist an das Motto der Sendung Wir warten auf‘s Christkind angelehnt, die seit den 1960er Jahren über mehrere Jahrzehnte im Kinderprogramm der ARD regelmäßig am 24. Dezember ausgestrahlt wurde. Bei der musikalischen Gestaltung des Albums wurde die Band von der britischen Punkband The Boys beeinflusst, die 1980 unter dem Bandnamen „The Yobs“ The Yobs Christmas Album veröffentlicht hatten.

## Entstehung
Die Aufnahmen fanden im Sommer statt. Die Band berichtet, damals Unmengen an Weihnachtsgebäck gegessen und viel Glühwein getrunken zu haben, um in die richtige weihnachtliche Stimmung zu kommen.
Für das Projekt erfanden die Musiker neue Künstlernamen: Campino nannte sich „Judas Inocenti“, Andreas von Holst war „Johannes der Säufer“, Michael Breitkopf war „King Scratch Salomon“, Andreas Meurer „Cardinal Mendoza“ und Wolfgang Rohde trommelte als „Herr Rohdes“. Auch Vom Ritchie, der schon damals wegen Rohdes Wirbelsäulenproblemen öfters am Schlagzeug einsprang, ist auf dieser Platte vertreten und nannte sich „Vom, The Baptist“.
Als Gastmusiker wirkten Monique Maasen von Asmodi Bizarr, Matt Dangerfield und Honest John Plain von The Boys und Arturo Bassick von The Lurkers mit.

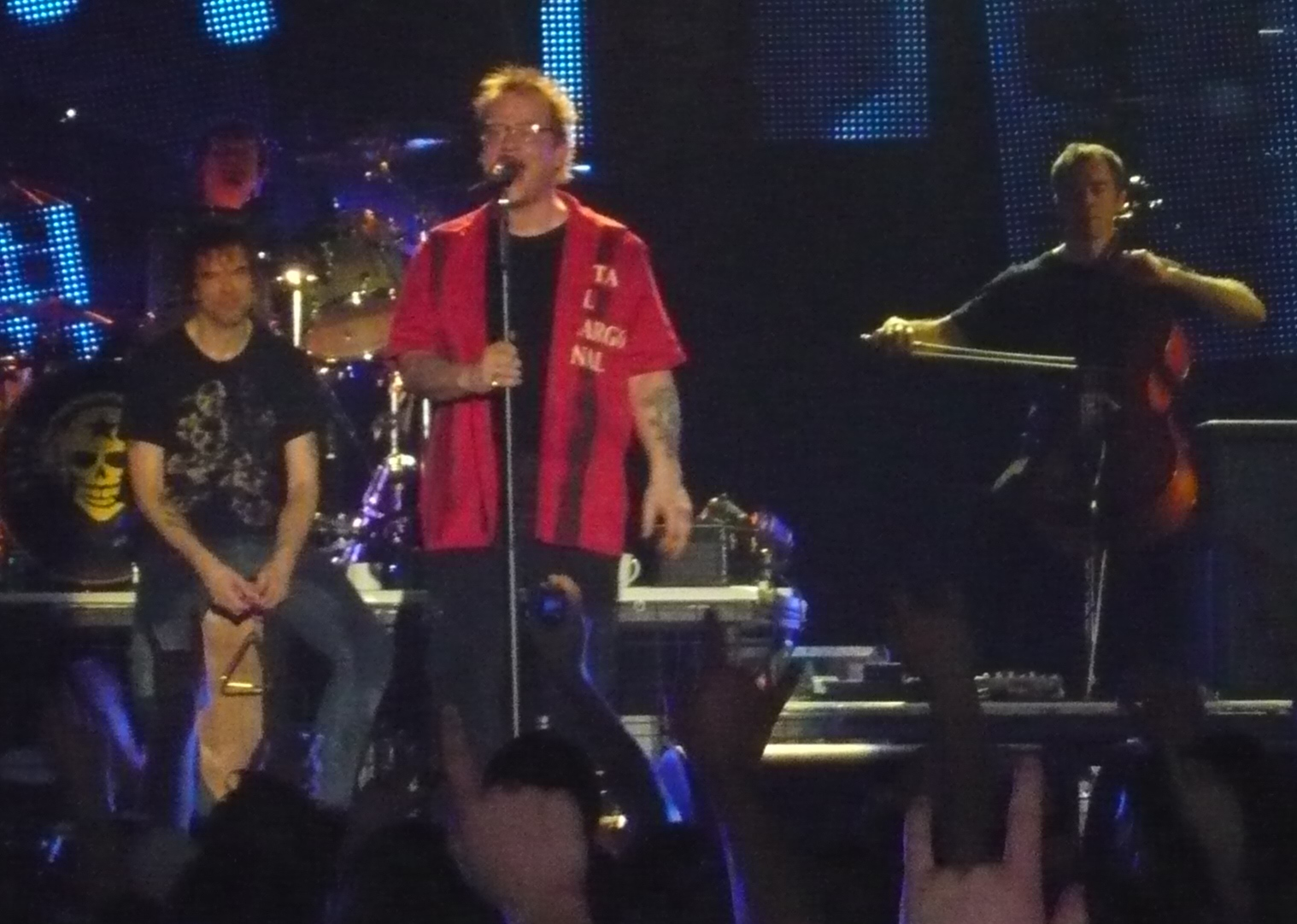
Andreas von Holst singt Still, still, still während eines Konzerts in Freiburg im Breisgau (2008)

Die Toten Hosen stellen die „Roten Rosen“ meist scherzhaft als eine andere Band dar. So empfehlen „Die Roten Rosen“ in ihrem Booklet einen „Die Toten Hosen Kalender“ als Produkt von „guten Kollegen“ und in der Online-Biographie der „Toten Hosen“ ist zu lesen: „Zurück in Düsseldorf musste die Band feststellen, dass sich bereits die Roten Rosen bei ihnen im Proberaum breit gemacht hatten. Man wurde genötigt, mit ihnen am Weihnachtsalbum „Wir warten auf’s Christkind“ zu arbeiten.“

## Titelliste
1. Ave Maria – 1:56
2. Stille Nacht, heilige Nacht – 1:50
3. Ihr Kinderlein, kommet – 1:40
4. O Tannenbaum – 1:20
5. Merry X-mas Everybody – 3:19 (James Lea, Neville Holder)
6. Weihnachtsmann vom Dach – 4:02 (M: von Holst; T: Campino)
7. Auld Lang Syne – 2:32
8. The Little Drummer Boy – 3:49
9. Leise rieselt der Schnee – 2:55
10. Alle Jahre wieder – 1:28
11. Frohes Fest – 3:41 (von Holst / Campino)
12. White Christmas – 3:49
13. Weihnachten bei den Brandts – 3:42 (M: Breitkopf / Campino)
14. Hark! The Herald Angels Sing – 2:20
15. We Wish You a Merry Christmas – 3:07
16. In dulci jubilo – 5:28
17. Happy X-mas (War is over) – 2:38 (M: John Lennon, Yoko Ono / Lennon)
18. Jingle Bells – 3:09
19. I Wish It Could Be Christmas Every Day – 3:52 (Roy Wood)
20. Still, Still, Still – 1:28 (Gesang: Andreas von Holst)

## Musik und Texte
Das Album enthält überwiegend Coverversionen bekannter Weihnachtslieder, in denen man das klassische Arrangement durch harte Gitarrenklänge ersetzte. Auch textlich weichen viele Lieder vom Original ab. So heißt es zum Beispiel in Ihr Kinderlein kommet:

„Ihr Kinderlein kommet, o kommet doch all, zum Kiffen herkommet in Bethlehems Stall und seht, was in dieser hochheiligen Nacht, das Gras aus Jamaika für Freude uns macht.“

Beim Lied Frohes Fest handelt es sich um eine Neueinspielung eines Titels von der B-Seite der Single Sascha … ein aufrechter Deutscher aus dem Jahr 1992. Das Stück war zuvor bereits 1987 auf dem Sampler How Much More Black can it Be erschienen – hier allerdings noch mit anderem Text. Alle Jahre wieder und Leise rieselt der Schnee waren ebenfalls für die Sascha-Single eingespielt worden, jedoch noch in völlig anderer Version.
Der Song Still, still, still wurde später von Jamba zur Untermalung der Mobiltelefon-Applikation Der besoffene Elch benutzt.

## Charts und Chartplatzierungen

### Album
| Periode   | Höchstplatzierung, GesamtwochenChartplatzierungen (Periode, Platzierungen, Wochen) | Höchstplatzierung, GesamtwochenChartplatzierungen (Periode, Platzierungen, Wochen) | Höchstplatzierung, GesamtwochenChartplatzierungen (Periode, Platzierungen, Wochen) |
| Periode   | DE                                                                                 | AT                                                                                 | CH                                                                                 |
| --------- | ---------------------------------------------------------------------------------- | ---------------------------------------------------------------------------------- | ---------------------------------------------------------------------------------- |
| 1998/99   | DE4 (13 Wo.)DE                                                                     | AT2 (9 Wo.)AT                                                                      | CH25 (7 Wo.)CH                                                                     |
|           |                                                                                    |                                                                                    |                                                                                    |
|           |                                                                                    |                                                                                    |                                                                                    |
| 2016/17   | DE53 (1 Wo.)DE                                                                     | —                                                                                  | —                                                                                  |
|           |                                                                                    |                                                                                    |                                                                                    |
|           |                                                                                    |                                                                                    |                                                                                    |
| 2022/23   | DE87 (1 Wo.)DE                                                                     | —                                                                                  | —                                                                                  |
| Insgesamt | DE4 (15 Wo.)DE                                                                     | AT2 (9 Wo.)AT                                                                      | CH25 (7 Wo.)CH                                                                     |

### Singles
Im selben Jahr erschien die Single Weihnachtsmann vom Dach für die unter der Regie von Ralf Schmerberg ein Videoclip entstand. Neben dem Titelsong sind auf der CD noch die Titel Come all ye faithful, ein Dub-Version von Jingle Bells und das Lied Baby, du sollst nicht weinen enthalten.
1999 erschien Auld Lang Syne als Single mit den Liedern Morgen wird alles anders…, Standort Deutschland und den Liveversionen von The Little Drummer Boy und Auld Lang Syne als Bonusstücken. Der von Sven Offen und DoRo gestaltete Videoclip, der die Band bei einer Feier auf in einer Almhütte im Kreise ihrer Freunde zeigt ist von der CD, mittels der mitgelieferter Software am PC abspielbar.

## Tournee und Musikfilm
Die Toten Hosen gastierten am 26. und 27. November 1998 zusammen mit Gerhard Polt und der Biermösl Blosn unter der Regie von Hanns Christian Müller im Münchner Volkstheater mit der Second Help Show – Duell der Volksmusik.
Unter dem Motto Wir warten auf’s Christkind gab die Band im Folgemonat 13 Weihnachtskonzerte. Beim ersten Auftritt im Wiener Klub Chelsea trat T. V. Smith mit auf die Bühne. Bei allen anderen Konzerten spielte die australische Gruppe The Living End im Vorprogramm und als Gäste. Beim Abschlusskonzert am 26. Dezember in der Düsseldorfer Philipshalle trat Monique Maasen und Bandroady Noppa auf und Campinos zehnjährige Nichte Maja spielte Es kommt ein Schiff, geladen auf der Blockflöte vor. Das Konzert wurde unter der Regie von Sven Offen aufgenommen und kam als VHS Die Toten Hosen & Die Roten Rosen: Wir warten auf’s Christkind – Live! im Jahr 1999 auf den Markt. Das Video wurde im Jahr 2003 zusammen mit dem Video Im Auftrag des Herrn unter dem Titel Die Toten Hosen Live als Doppel-DVD-Box neu veröffentlicht.

## Artwork
In dem beiliegenden Booklet des Albums, auf der letzten Seite, ist ein Totenkopf-Foto der bundesweit von Jahrmärkten her bekannten Geisterbahn Geister Schlange der Schaustellerfamilie Emil Lehmann & Sohn aus dem rheinhessischen Worms am Rhein abgebildet, die 1979 von der Firma Mack Rides gebaut wurde und sich seit 2019 im Besitz des bayerischen Freizeitparks Skyline Park bei Bad Wörishofen befindet. Dazu steht auf dieser Booklet-Seite das Rezept für einen Dresdner Christstollen mit der Zutat „reichlich Gras“.

## Neuauflage 2007
Zum 25-jährigen Bestehen der Band wurde Wir warten auf’s Christkind remastert und mit sechs zusätzlichen Titeln versehen. Ein zusätzliches Booklet enthält ein neues Interview mit den Toten Hosen. Die Band erinnert sich, im Gespräch mit Jan Weiler, an die Entstehung des Albums.

### Zusatztitel
1. Come all ye Faithful – 2:34
2. The Little Drummer Boy (unplugged) – 2:42 (T.+M. Davis, Onorati, Simeone)
3. Auld Lang Syne  (unplugged) – 3:17
4. Alle Jahre wieder – 1:30
5. Leise rieselt der Schnee – 1:33
6. Jingle Bells (Dub-Version) – 5:34